# 1123

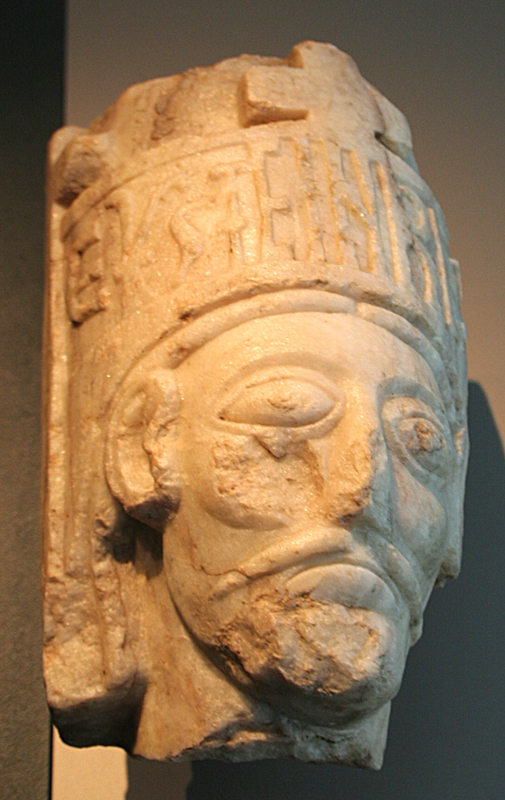
Øystein I van Noorwegen

Het jaar 1123 is het 23e jaar in de 12e eeuw volgens de christelijke jaartelling.

## Gebeurtenissen
- 29 mei - Slag bij Yibna: Het koninkrijk Jeruzalem onder Eustatius I Grenier verslaat de binnengevallen Fatimiden.
- Eerste Lateraans Concilie: Het concordaat van Worms wordt goedgekeurd.
- Jocelin I van Edessa wordt gevangengenomen. Boudewijn II van Jeruzalem wordt regent, maar ook hij wordt door de Artuqiden gevangen.
- Lotharius van Saksen verzet zich tegen de benoeming van Wiprecht van Groitzsch tot markgraaf van Meißen. Hij stelt in zijn plaats Koenraad van Wettin aan tot markgraaf van Meißen en Albrecht de Beer tot markgraaf van Lausitz.
- Filips van Mantes wordt definitief verslagen door zijn halfbroer koning Lodewijk VI.
- Sigurd I van Noorwegen trekt op tegen Småland, waar de bevolking van het christendom terug naar het heidendom is vervallen.
- De Kroatische stad Trogir wordt veroverd en vrijwel volledig vernietigd door de Saracenen.
- Deventer ontvangt stadsrechten.
- Stadsbranden in Cambrai en Lincoln
- Willem Clito trouwt met Sybille van Anjou.
- Voor het eerst vermeld: Adinkerke, Kuurne, Mollem, Poederlee, Watou, Westerstede, Raalte

## Opvolging
- aartsbisdom Bremen - Frederik I opgevolgd door Adalbert II
- aartsbisdom Canterbury - William de Corbeil in opvolging van Ralph d'Escures
- bisdom Halberstadt - Reinhard van Blankenburg opgevolgd door Otto von Kuditz
- Jaffa - Hugo II in opvolging van zijn vader Hugo I
- Japan - Toba opgevolgd door zijn zoon Sutoku
- Karinthië en Verona - Hendrik IV opgevolgd door zijn broer Engelbert
- Luik - Alberon I van Leuven als opvolger van Frederik van Namen
- Marche - Rogier Poitevin opgevolgd door zijn zoon Adelbert III
- Meißen - Hendrik II van Eilenburg opgevolgd door Wiprecht van Groitzsch
- Moravië-Brno - Soběslav I opgevolgd door zijn neef Otto II van Olomouc
- Moravië-Znaim - Soběslav I opgevolgd door zijn zoon Koenraad II
- bisdom Noyon - Simon van Vermandois als opvolger van Lambert
- Sidon - Eustatius I opgevolgd door zijn zoon Gerard
- bisdom Straatsburg - Kuno opgevolgd door Bruno van Hochberg
- Thouars - Godfried III opgevolgd door zijn zoon (of neef) Amalrik V

## Geboren
- Robert I, graaf van Dreux (jaartal bij benadering)

## Overleden
- 9 februari - Otto van Ballenstedt (~57), Duits edelman
- 3 mei - Felicitas van Roucy, echtgenote van Sancho I van Aragon
- 15 juni - Eustatius I Grenier, Jeruzalems edelman, gouverneur-regent van Jeruzalem
- 29 augustus - Øystein I (~35), koning van Noorwegen (1103-1123)
- 4 december - Omar Khayyám (75), Perzisch wiskundige en dichter (waarschijnlijke datum)
- Hendrik IV, hertog van Karinthië en markgraaf van Verona
- Rogier Poitevin, graaf van Marche
- Siegfried III, graaf van Boyneburg
- Godfried III, burggraaf van Thouars (jaartal bij benadering)